# Lake Ridge (Virginia)
Lake Ridge es un lugar designado por el censo en el  Condado de Prince William, Virginia  (Estados Unidos). Según el censo de 2010 tenía una población de 41 058 habitantes.

## Demografía
Según el censo del 2000, Lake Ridge tenía 30 404 habitantes, 10 980 viviendas, y 8103 familias. La densidad de población era de 1.424,6 habitantes por km².
De las 10 980 viviendas en un 42,6%  vivían niños de menos de 18 años, en un 58,9%  vivían parejas casadas, en un 11,4% mujeres solteras, y en un 26,2% no eran unidades familiares. En el 20,1% de las viviendas  vivían personas solas el 4% de las cuales correspondía a personas de 65 años o más que vivían solas. El número medio de personas viviendo en cada vivienda era de 2,76 y el número medio de personas que vivían en cada familia era de 3,21.
Por edades la población se repartía de la siguiente manera: un 29,5% tenía menos de 18 años, un 7,5% entre 18 y 24, un 34,4% entre 25 y 44, un 23,6% de 45 a 60 y un 5% 65 años o más.
La edad media era de 34 años. Por cada 100 mujeres de 18 o más años  había 88,4 hombres.
La renta media por vivienda era de 71 458$ y la renta media por familia de 80 998$. Los hombres tenían una renta media de 55 182$ mientras que las mujeres 36 726$. La renta per cápita de la población era de 30 506$. En torno al 1,7% de las familias y el 2,3% de la población estaban por debajo del umbral de pobreza.

## Localidades adyacentes
El siguiente diagrama muestra a las localidades más próximas a Lake Ridge.